# Pelzmantel

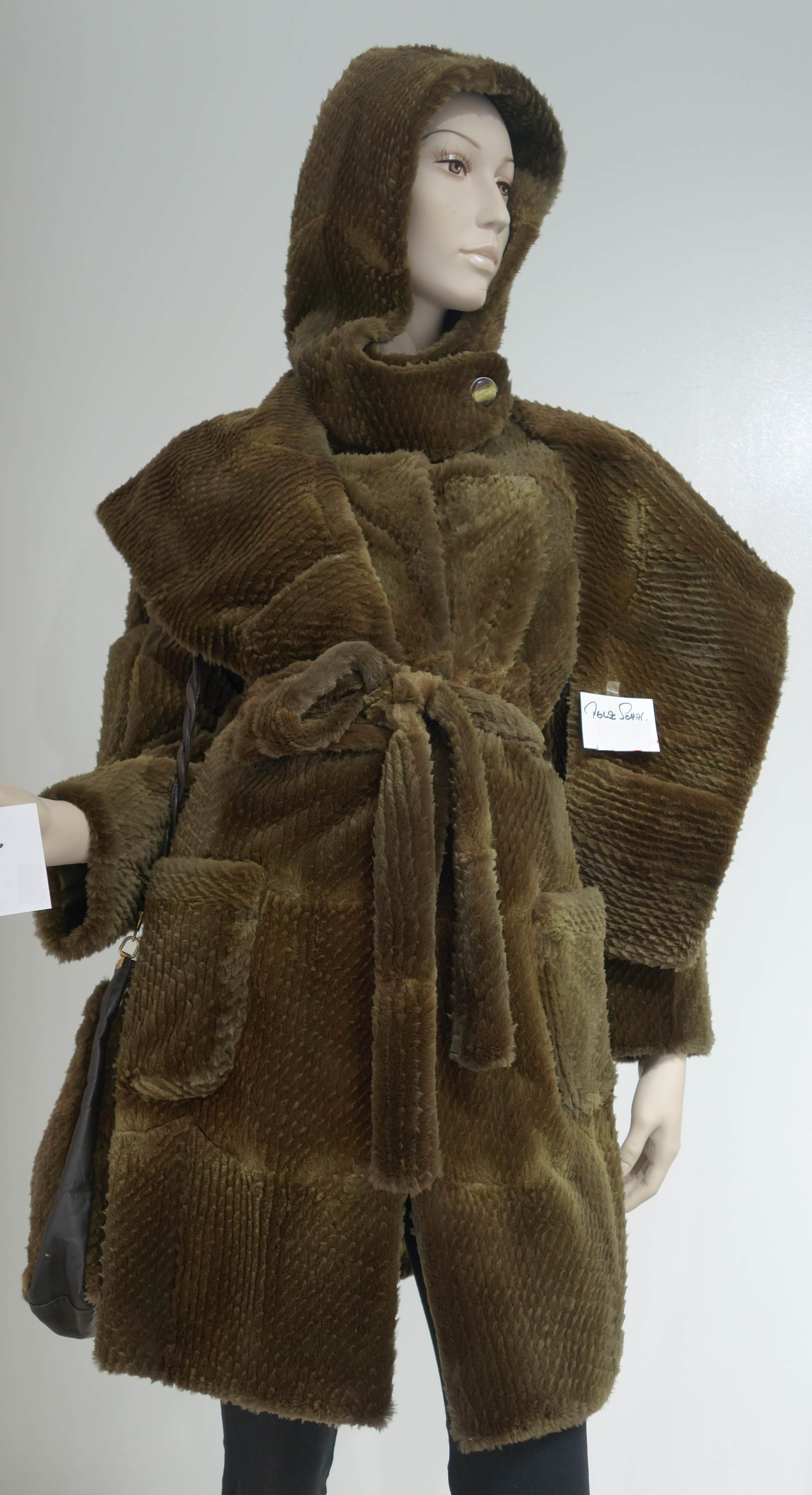
Pelzmantel (2014)

Als Pelzmantel bezeichnet man ein Kleidungsstück, das von einem Kürschner aus Tierfellen im Schnitt eines Mantels gefertigt wurde. Dabei kann die Haarseite der Felle nach außen oder nach innen (mit der Lederseite nach außen), gearbeitet sein. Mit Pelzfutter ausgefütterte Textilmäntel werden – etwa seitdem vor 1900 die moderne Pelzmode anfing, Pelze mit dem Haar nach außen zu kreieren – üblicherweise nicht mehr als Pelzmantel bezeichnet.
Der Pelz ist die ursprünglichste Bekleidung des Menschen. Anfangs sicherlich nur dem Kälteschutz dienend, kam er später dem Schmuckbedürfnis des Menschen entgegen. Man hat die unterschiedliche Verwendung von Pelzwerk in den letzten Jahrhunderten so formuliert, dass der Kürschner im Mittelalter „fütterte“, in der Rokokozeit „besetzte“ und seit dem 20. Jahrhundert „kleidete“.
Derzeit von der Mode begünstigte Pelzarten sind u. a. Lammfell, Kanin, Nerzfell, Bisam, Fuchsfell, Waschbärfell, Nutriafell und Persianer. Die wertvollsten Pelzarten sind seit alters her Zobelfell und Hermelinfell und in neuerer Zeit auch Chinchillafell. Pelze werden, zunehmend seit den 1990er Jahren, von erheblichen Teilen des Tierschutzes kritisiert.